# Liste der Kulturdenkmäler in Bjerke (Oslo)
Die Liste der Kulturdenkmäler in Bjerke (Oslo) enthält die vom Riksantikvaren gelisteten Kulturgüter im Osloer Stadtteil Bjerke. Nicht alle der gelisteten Kulturgüter stehen unter Denkmalschutz, können aber Teil eines denkmalgeschützten Ensembles sein oder ihre Veränderung muss mit dem Riksantikvaren abgesprochen werden. Die Denkmalnummer führt mit einem Link zur Beschreibungsseite kulturminnesøk des Riksantikvaren.

## Liste der Kulturdenkmäler in Bjerke
| Bild                                                           | Bezeichnung                                                    | Lage                | Art                             | Datierung            | Beschreibung | Denkmal- nummer |
| -------------------------------------------------------------- | -------------------------------------------------------------- | ------------------- | ------------------------------- | -------------------- | --- | --------------- |
| weitere Bilder                                                 | Bredtvet Kirche (norw.: Bredtvet kirke)                        | Bjerke Karte        | Bauwerk: Kirche                 | 1977                 | steht nicht unter Denkmalschutz | 83945           |
| BW                                                             | Bredtvet Gefängniskirche (norw.: Bredtvet fengselskirke)       | Bjerke Karte        | Bauwerk: Kirche                 | nach der Reformation | steht nicht unter Denkmalschutz | 83946           |
| weitere Bilder                                                 | Tonsen Kirche (norw.: Tonsen kirke)                            | Bjerke Karte        | Bauwerk: Kirche                 | 1961                 | steht nicht unter Denkmalschutz | 85647           |
| BW                                                             | Veitvet Kirche (norw.: Veitvet kirke)                          | Bjerke Karte        | Bauwerk: Kirche                 | 20. Jh.              | steht nicht unter Denkmalschutz | 85798           |
| weitere Bilder                                                 | Gut Linderud (norw.: Linderud gård)                            | Bjerke Karte        | Hofanlage                       | 20. Jh.              | Akers größtes Herrenhaus liegt am Ende einer langen Lindenallee. Es ist umgeben von einer großen Gartenanlage, die südlich des Hauptgebäudes terrassiert ist. Der Garten ist von Kieswegen durchzogen und hat mehrere Wiesen, Beeten, einen Teich und einem Apfelgarten. Es ist die am besten bewahrte barocke Gartenanlage in Oslo. Die meisten Nebengebäude sind abgerissen. | 86197           |
| weitere Bilder                                                 | Tonsen Hof (norw.: Tonsen gård)                                | Bjerke Karte        | Hofanlage                       | 18. Jh.              | | 86204           |
| BW                                                             | Økern Hof (norw.: Økern gård)                                  | Bjerke, Økern Karte | Hofanlage                       | 18. Jh.              | aufgehobener Denkmalschutz | 120065          |
| Aker Universitätskrankenhaus (norw.: Aker universitetssykehus) | Aker Universitätskrankenhaus (norw.: Aker universitetssykehus) | Bjerke Karte        | Bauwerk: humanitäre Einrichtung | 19. Jh. / 20. Jh.    | | 148679          |

- Karte mit allen Koordinaten:
- OSM |
- WikiMap